# شيبرد سميث
شيبرد سميث (بالإنجليزية: Shepard Smith)‏ هو مقدم تلفزيوني أمريكي، ولد في 14 يناير 1964 في هولي سبرينغز في الولايات المتحدة.

## وصلات خارجية
- شيبرد سميث على موقع IMDb (الإنجليزية)
- شيبرد سميث على موقع إن إن دي بي (الإنجليزية)
- شيبرد سميث على موقع قاعدة بيانات الفيلم (الإنجليزية)